# Lea Schüller
Lea Schüller (Tönisvorst, 12 november 1997) is een Duits voetbalspeelster. Sinds 2020 speelt zij als aanvaller bij Bayern München.

## Statistieken
| Seizoen | Club           | Land      | Competitie | Wedstrijden | Doelpunten |
| ------- | -------------- | --------- | ---------- | ----------- | ---------- |
| 2013/14 | SGS Essen      | Duitsland | FRB        | 7           | 2          |
| 2014/15 | SGS Essen      | Duitsland | FRB        | 18          | 7          |
| 2015/16 | SGS Essen      | Duitsland | FRB        | 22          | 8          |
| 2016/17 | SGS Essen      | Duitsland | FRB        | 13          | 8          |
| 2017/18 | SGS Essen      | Duitsland | FRB        | 21          | 7          |
| 2018/19 | SGS Essen      | Duitsland | FRB        | 22          | 14         |
| 2019/20 | SGS Essen      | Duitsland | FRB        | 22          | 16         |
| 2020/21 | Bayern München | Duitsland | FRB        | 8           | 2          |
| Totaal  | Totaal         | Totaal    | Totaal     | 133         | 64         |

Laatste update: december 2020

## Interlands
Schüller speelde voor Duitsland O17, O19 en O20. Sinds 2017 speelt ze met het Duits voetbalelftal, ook speelde ze in 2019 op het WK in Frankrijk.

## Privé
Schüller studeerde Engineering management aan de Hochschule Niederrhein.